# Plectropomus oligacanthus
Plectropomus oligacanthus là một loài cá biển thuộc chi Plectropomus trong họ Cá mú. Loài này được mô tả lần đầu tiên vào năm 1855.

## Từ nguyên
Từ định danh oligacanthus được ghép bởi hai âm tiết trong tiếng Hy Lạp cổ đại: olígos (ὀλίγος; "một vài") và ákantha (ἄκανθα; "gai, ngạnh"), hàm ý đề cập đến việc loài cá này có ít gai vây lưng hơn so với đồng loại trong chi (mặc dù P. oligacanthus cũng có 8 gai nhưng Pieter Bleeker lại không quan sát kỹ).

## Phạm vi phân bố và môi trường sống
P. oligacanthus được phân bố tập trung ở khu vực Đông Nam Á, trải dài về phía đông đến quần đảo Caroline, quần đảo Marshall và quần đảo Solomon, xa về phía nam đến Úc (từ Tây Úc vòng qua phía bắc đến Queensland).
Ở Việt Nam, P. oligacanthus được ghi nhận tại vịnh Nha Trang (Khánh Hòa); quần đảo An Thới (Phú Quốc); quần đảo Hoàng Sa và quần đảo Trường Sa.
P. oligacanthus sống ở những khu vực mà san hô phát triển tốt trên các rạn viền bờ, độ sâu khoảng từ 4 đến 147 m.

## Mô tả

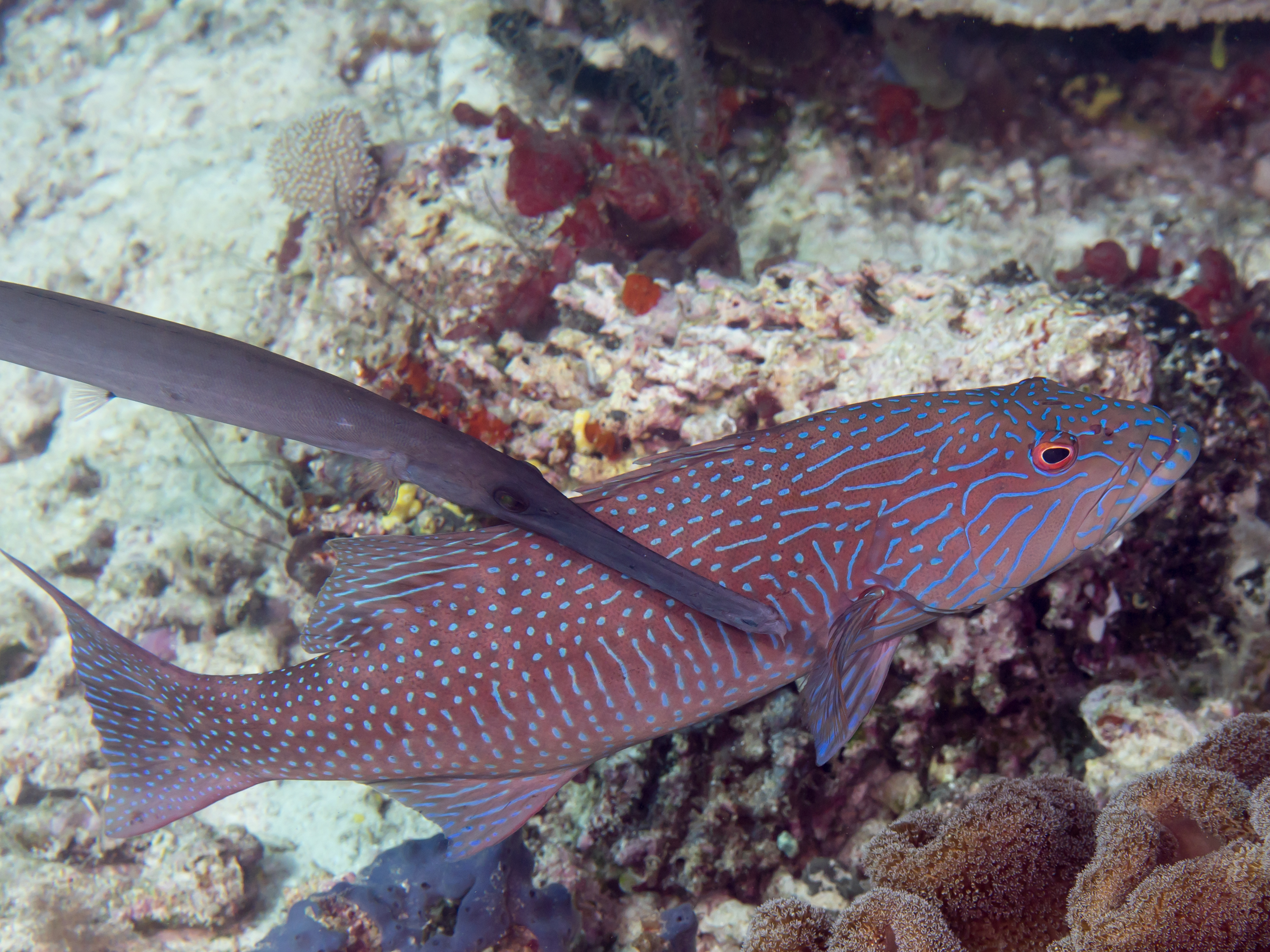
P. oligacanthus

Chiều dài cơ thể lớn nhất được ghi nhận ở P. oligacanthus là 75 cm. Loài này có màu nâu đỏ đến đỏ tươi với các vạch đốm màu xanh lam phủ khắp cơ thể và vây. Các tia vây ở vây lưng (tia thứ 3, 4, 5) và vây hậu môn (tia thứ 2, 3, 4) vươn dài tạo thành các thùy ở hai vây này. Vây đuôi lõm.
Số gai ở vây lưng: 8; Số tia vây ở vây lưng: 11; Số gai ở vây hậu môn: 3; Số tia vây ở vây hậu môn: 8; Số tia vây ở vây ngực: 14–16; Số gai ở vây bụng: 1; Số tia vây ở vây bụng: 5; Số vảy đường bên: 66–96.

## Sinh thái học
Thức ăn của P. oligacanthus bao gồm những loài cá nhỏ hơn và động vật giáp xác.
Tuổi thọ lớn nhất được biết đến ở P. oligacanthus là 13 năm tuổi, thuần thục sinh dục vào khoảng 2–3 năm đầu đời.

## Thương mại
P. oligacanthus được đánh bắt thủ công một cách ngẫu nhiên chứ không được nhắm mục tiêu. Mặc dù là một loài cá thực phẩm, ngộ độc ciguatera đã được báo cáo ở P. oligacanthus cũng như nhiều loài Plectropomus khác.